# Wilfried Baasner
Wilfried Baasner (* 28. Mai 1940 in Mohrungen; † 28. März 2006 in Athen) war ein deutscher Schauspieler.

## Leben
Aufgewachsen in Lauenburg und Hamburg, verließ Baasner im Alter von 17 Jahren das Gymnasium und ging an die Schauspielschule der Hamburger Kammerspiele, wo er seine Schauspielausbildung bei Ida Ehre erhielt. Es folgten Engagements u. a. am Stadttheater Bremerhaven, Wiener Volkstheater, dem Wiener Schauspielhaus, den Hamburger Kammerspielen, der Landesbühne Hannover, dem Berliner Renaissance-Theater und den Freilichtspielen Schwäbisch Hall.
1982 wurde Baasner für seine Darstellung des John Merrick in Der Elefantenmensch von Bernard Pomerance am Schauspielhaus Wien mit der Kainz-Medaille ausgezeichnet. 1985 spielte er in Isa Hesse-Rabinovitchs und Peter Schulze-Rohrs Fernsehspiel Hautnah, das mit dem Adolf-Grimme-Preis ausgezeichnet wurde.
Einem breiten Publikum bekannt wurde Wilfried Baasner als kahlköpfiger Bösewicht Achim Lauritzen in der erfolgreichen ZDF-Serie Das Erbe der Guldenburgs. Seinen Kopf ließ er sich für eine Inszenierung  von Bertolt Brechts Dreigroschenoper rasieren, in der er die Rolle des Mackie Messers spielte. Danach war die Glatze sein Markenzeichen.
Wilfried Baasner lebte in seinen letzten Jahren überwiegend in Griechenland und starb in einem Athener Krankenhaus.

## Filmografie
- 1984: Tod eines Schaustellers (Fernsehfilm)
- 1985: Ein Mann macht klar Schiff (Fernsehserie, Episodenrolle)
- 1985: Derrick: Lange Nacht für Derrick
- 1986: Derrick: An einem Montagmorgen
- 1986: Tatort: Tod auf Eis
- 1986: Lenz oder die Freiheit
- 1987–1990: Das Erbe der Guldenburgs (Fernsehserie)
- 1988: Der Fahnder: König der Verlierer (Fernsehserie, Episodenrolle)
- 1990: Die Frosch-Intrige
- 1992: Ein Fall für TKKG: Drachenauge
- 1992: Tatort: Falsche Liebe (Fernsehfilm)
- 1993: Der blaue Diamant (Fernsehfilm)
- 1994: Die Männer vom K3 - Ende eines Schürzenjägers
- 1995: Der schwarze Fluch – Tödliche Leidenschaften (Fernsehfilm)
- 1996: Die Straßen von Berlin: Wiener Glut
- 1998: Unser Charly: Herzlich Willkommen (Fernsehserie, Episodenrolle)
- 1998: Im Namen des Gesetzes: Schleichender Tod (Pilotfilm zur TV-Serie)
- 1999: Die Siebente Papyrusrolle (The Seventh Scroll, Fernsehserie)
- 1999: Operation Phoenix – Jäger zwischen den Welten (Fernsehfilm)
- 2002: Die Pfefferkörner (Fernsehserie, Episodenrolle)
- 2002: Klinikum Berlin Mitte – Leben in Bereitschaft (Fernsehserie, Episodenrolle)
- 2004: Edel & Starck (Fernsehserie, Episodenrolle)
- 2004: Ein Fall für den Fuchs (Fernsehserie, Episodenrolle)